# Sydney International 1999
Il Sydney International 1999 è stato un torneo di tennis giocato sul cemento.
È stata la 107ª edizione del Torneo di Sydney, che fa parte della categoria International Series nell'ambito dell'ATP Tour 1999 e della categoria Tier II nell'ambito del WTA Tour 1999.
Sia il torneo maschile che quello femminile si sono giocati al NSW Tennis Centre di Sydney di Australia,
dall'11 al 16 gennaio 1999.

## Campioni

### Singolare maschile
Todd Martin ha battuto in finale  Àlex Corretja con il punteggio di 6–3, 7–6 (5).

### Singolare femminile
Lindsay Davenport ha battuto in finale  Martina Hingis con il punteggio di 6–4, 6–3.

### Doppio maschile
Sébastien Lareau /  Daniel Nestor hanno battuto in finale  Patrick Galbraith /  Paul Haarhuis con il punteggio di 6–3, 6–4.

### Doppio femminile
Elena Lichovceva /  Ai Sugiyama hanno battuto in finale  Mary Joe Fernández /  Anke Huber con il punteggio di 6–3, 2–6, 6–0.